# Ян Домарський
Ян Домарський (пол. Jan Domarski, нар. 28 жовтня 1946, Ряшів) — польський футболіст, що грав на позиції нападника. По завершенні ігрової кар'єри — футбольний тренер.
Виступав, зокрема, за футбольні клуби «Сталь» (Ряшів), «Сталь» (Мелець), «Нім Олімпік». У складі збірної був учасником чемпіонату світу в ФРН. Відомий завдяки забитому м'ячу у ворота збірної Англії на стадіоні «Вемблі», що приніс збірній Польщі путівку на чемпіонат світу 1974 року.

## Клубна кар'єра
Вихованець школи футбольного клубу «Сталь» (Ряшів), де і розпочав професійну футбольну кар'єру. Дев'ять сезонів виступав за рідну команду, був одним із найкращих бомбардирів команди, забивши у її складі 55 м'ячів у 205 матчах. Після вильоту клубу в нижчий дивізіон вирішив перейти до іншого колективу.
У 1972 році став гравцем клубу «Сталь» (Мелець). Чотири роки стали найкращими, як у кар'єрі самого Домарського, так і команди з невеличкого містечка у Підкарпатському воєводстві. Двічі «Сталь» здобувала золото національної ліги, а також була по одному разу другою та третьою командою чемпіонату. Весь час був гравцем основного складу, провів 104 поєдинки і забив 36 голів. У травні 1976-го грав у фіналі національного кубка, однак його клуб поступився вроцлавському «Шльонську». Тієї ж весни команда дійшла до чвертьфіналу кубка УЄФА, де сильнішим виявився італійський «Інтернаціонале».
У 1976 році отримав дозвіл продовжити ігрову кар'єру за кордоном. У складі французького клубу «Нім Олімпік» виступав два сезони, після чого вирішив повернутись на батьківщину.
Вдома Домарський виступав за команди рідного міста. Один сезон захищав кольори «Сталі», а три наступні — «Ресовії».
Завершив виступи, як професійний футболіст, у американському клубі, де виступали гравці переважно польського походження. За «Віслу» з Чикаго грав у 1984—1985 роках.

## Виступи за збірну
1967 року дебютував у складі національної збірної Польщі. У Москві поляки грали зі збірною Радянського Союзу у матчі відбіркового турніру до Олімпійських ігор. Після цього у збірну не викликався протягом трьох років, і вдруге вийшов на поле у товариському матчі зі збірною Іраку.
Гравцем основного складу став після переходу до мелецької «Сталі». У 1973 провів десять матчів у складі головної команди країни, і три з них — у рамках відбору до чемпіонату світу 1974 року. Ймовірно, що цьому сприяла травма провідного нападника «Кадри» Влодзімежа Любанського. Саме його і замінив Домарський у першому матчі зі збірною Англії. У наступному матчі кваліфікації відіграв усі 90 хвилин проти збірної Уельсу. 17 жовтня відбувся повторний поєдинок з англійською командою. Домарський вийшов у «основі» та відкрив рахунок. Матч завершився внічию (1:1), що дозволило польській збірній отримати путівку на чемпіонат світу. Гол Домарського був пізніше включений газетою «Таймс» у список 50 найважливіших голів за всю історію футболу.. У історії польського футболу він традиційно вважається найважливішим, оскільки після цього збірна уперше змогла стати призером чемпіонату світу.
На чемпіонаті світу Домарський провів три гри, двічі виходив на заміну замість Казімежа Дейни і Анджея Шармаха. Повністю відіграв 90 хвилин лише у відомому, як «матч на воді» — півфіналі турніру зі збірною ФРН. Після чемпіонату світу у збірну більше не викликався. Всього провів 17 матчів та забив 2 м'ячі..

## Тренерська кар'єра
Ян Домарський нетривалий час, у кінці 1992 року тренував нижчоліговий клуб «Сталь» (Сянок). Пізніше тренував також 5-ліговий клуб «Віслок» (Вісньова).

## Особисте життя
Син Яна Домарського, Рафал, який народився у 1973 році, також є професійним футболістом. нападник Рафал Домарський виступав, зокрема, за «Сталь» (Ряшів), «Сталь» (Мелець) та «Гутник».

## Ян Домарський у культурі
У фільмі Весілля 2004 року випуску один із героїв фільму на прізвисько Мундек (якого грає Єжи Рогальський) демонструє на собі футболку збірної Польщі з 10 номером, стверджуючи, що саме у цій футболці Ян Домарський забив пам'ятний гол у ворота збірної Англії 17 жовтня 1973 (1:1) на стадіоні Вемблі.
У 2007 році Веслав Сиздек записав телевізійний репортаж про Яна Домарського під назвою «Złota Bramka» («Золотий гол»).
| Дата       | Місто                    | Господарі  | Результат | Гості     | Турнір                        | Голи | Примітки |
| ---------- | ------------------------ | ---------- | --------- | --------- | ----------------------------- | ---- | -------- |
| 04/08/1967 | Москва                   | СРСР       | 2 – 2     | Польща    | Літні Олімпійські Ігри(квал.) | -    |          |
| 22/07/1970 | Щецін                    | Польща     | 1 – 3     | Ірак      | товариський матч              | -    |          |
| 03/06/1973 | Хожув                    | Польща     | 2 – 0     | Англія    | Відбір до ЧС 1974             | -    |          |
| 03/08/1973 | Чикаго                   | США        | 0 – 1     | Польща    | товариський матч              | -    |          |
| 08/08/1973 | Монтеррей                | Мексика    | 1 – 2     | Польща    | товариський матч              | -    |          |
| 10/08/1973 | Сан-Франциско            | США        | 4 – 0     | Польща    | товариський матч              | -    |          |
| 12/08/1973 | Нью-Брітен (Коннектикут) | США        | 1 – 0     | Польща    | товариський матч              | -    |          |
| 19/08/1973 | Варна                    | Болгарія   | 0 – 2     | Польща    | товариський матч              | -    |          |
| 26/09/1973 | Хожув                    | Польща     | 3 – 0     | Уельс     | Відбір до ЧС 1974             | 1    |          |
| 10/10/1973 | Роттердам                | Нідерланди | 1 – 1     | Польща    | товариський матч              | -    |          |
| 17/10/1973 | Лондон                   | Англія     | 1 – 1     | Польща    | Відбір до ЧС 1974             | 1    |          |
| 21/10/1973 | Дублін                   | Ірландія   | 1 – 0     | Польща    | товариський матч              | -    |          |
| 17/04/1974 | Льєж                     | Бельгія    | 1 – 1     | Польща    | товариський матч              | -    |          |
| 15/05/1974 | Варшава                  | Польща     | 2 – 0     | Греція    | товариський матч              | -    |          |
| 15/06/1974 | Штутгарт                 | Польща     | 3 – 2     | Аргентина | ЧС 1974                       | -    |          |
| 30/06/1974 | Франкфурт-на-Майні       | Югославія  | 1 – 2     | Польща    | ЧС 1974                       | -    |          |
| 03/07/1974 | Франкфурт-на-Майні       | Німеччина  | 1 – 0     | Польща    | ЧС 1974                       | -    |          |
| Усього     |                          | Матчів     | 17        |           | Голів                         | 2    |          |

## Титули та досягнення
- 3 місце на чемпіонаті світу (1):

1974
- Чемпіон Польщі (2):

«Сталь» (Мелець): 1972—73, 1975—76